# Ischnopteris aurudaria
Ischnopteris aurudaria là một loài bướm đêm trong họ Geometridae.